# Friedrich Kempf (Kirchenhistoriker)
Friedrich Kempf (* 25. Juni 1908 in Wiesbaden; † 29. Mai 2002 in Köln) war ein deutscher römisch-katholischer Priester, Jesuit, Historiker und Kirchenhistoriker.

## Leben
Friedrich Kempf war der zweite von vier Söhnen eines Mittelschullehrers. Er wuchs in Wiesbaden auf. Nach dem Abitur 1927 studierte er Geschichte, Germanistik und Philosophie an den Universitäten Marburg und Berlin. In Marburg wurde er Mitglied der Katholischen Studentenverbindung Thuringia im Kartellverband katholischer deutscher Studentenvereine (KV). Nach zehn Semestern promovierte er am 20. April 1932 in Marburg zum Dr. phil. mit einer Studie über das „Rommersdorfer Briefbuch des 13. Jahrhunderts“.
Schon als Gymnasiast liebäugelte er mit einem Ordenseintritt. Aber erst drei Wochen nach dem Rigorosum trat er am 10. Mai 1932 in ’s-Heerenberg ins Noviziat der Jesuiten ein. Es war sein älterer Bruder Wilhelm Kempf (der spätere Bischof von Limburg), der ihn dazu bewog, zu den Jesuiten zu gehen. 1933 bis 1935 studierte Friedrich Kempf Philosophie an der Ordenshochschule der Jesuiten in Pullach/München, von 1935 bis 1939 Theologie in Valkenburg (Niederlande), wo er am 27. August 1938 zum Priester geweiht wurde.
Schon 1936 bestimmten ihn die Ordensoberen für eine Lehrtätigkeit an der Päpstlichen Universität Gregoriana in Rom. Deswegen machte er schon das Terziat 1939/40 in Florenz. 1940 kam Kempf nach Rom. Zwei Jahre lang arbeitete er im Vatikanischen Geheimarchiv an einschlägigen Quellen zur Geschichte des Papsttums im Investiturstreit und besuchte gleichzeitig die am Vatikanischen Archiv angegliederte Schule für Paläographie. Seit 1942 hielt er Vorlesungen an der Gregoriana, zunächst bis 1955 zur Paläographie und Urkundenlehre. 1946 zum ordentlichen Professor ernannt, hielt er von 1946 bis zu seiner Emeritierung 1978 Vorlesungen zur Kirchengeschichte des Mittelalters.

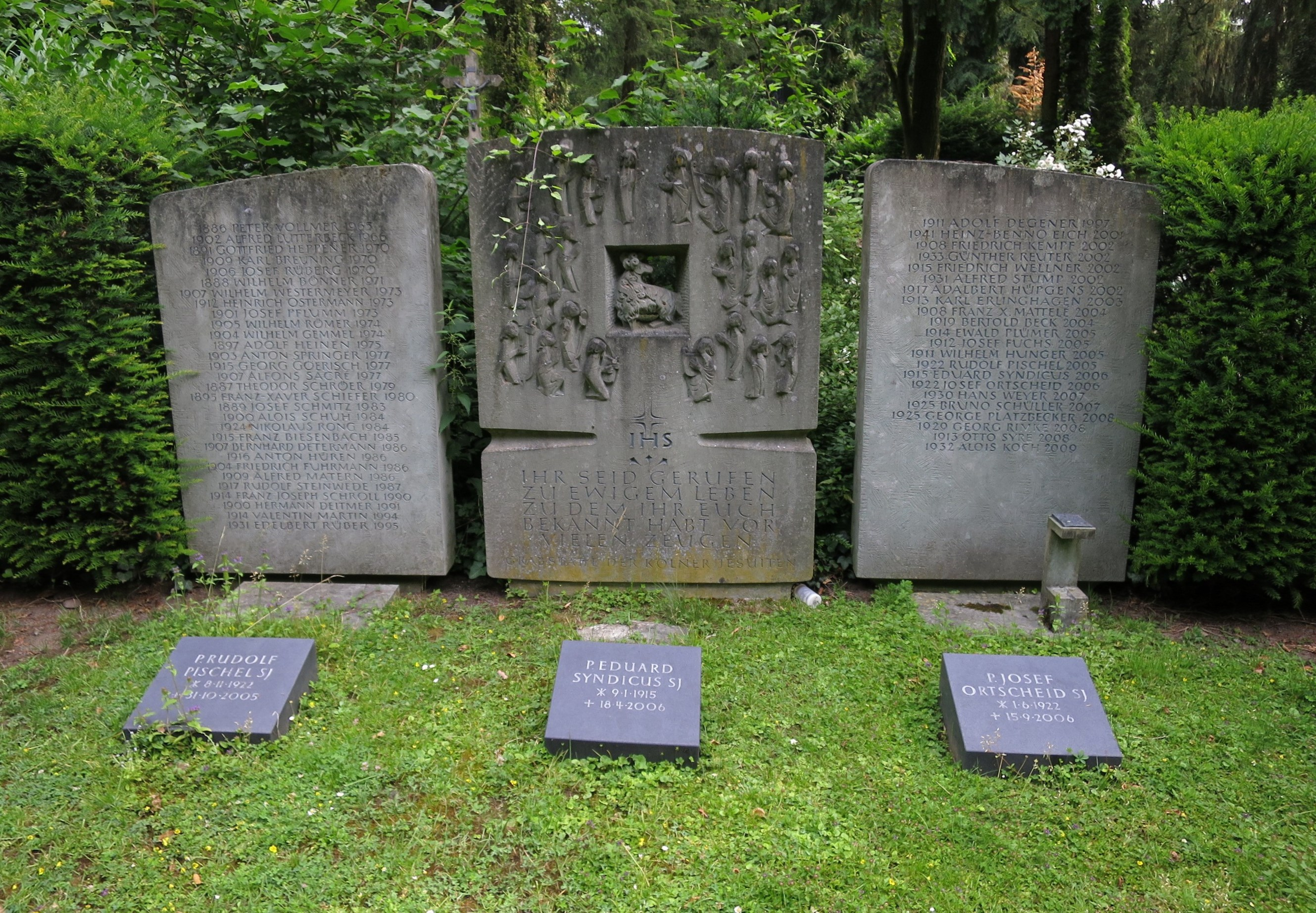
Gemeinschaftsgrab der Jesuiten

Während der römischen Jahre verband ihn eine engere Freundschaft zu den ebenfalls in Rom lebenden deutschen Kirchenhistorikern Engelbert Kirschbaum, Hubert Jedin und Hermann Hoberg.
Aus gesundheitlichen Gründen siedelte er 1981 in das Jesuitenkolleg der Philosophisch-Theologischen Hochschule Sankt Georgen in Frankfurt am Main über. Fast erblindet, zog er im Oktober 1997 in das Altenheim der Jesuiten, „Haus Sentmaring“ in Münster. Im April 2002 wurde das Haus vom Orden aufgegeben, weswegen Kempf, inzwischen schwer erkrankt, nach Köln übersiedelte, wo er am 29. Mai 2002 im Alter von 93 Jahren an Herzversagen starb. Er wurde auf dem Kölner Melaten-Friedhof im Gemeinschaftsgrab der Jesuiten (Flur 30e) beigesetzt.

## Forschungsschwerpunkte
Kempf war ein ausgewiesener Wissenschaftler, der sich als Mediävist der Erforschung der gesamten Kirche des Mittelalters widmete, besonders aber international einen Namen als Erforscher des Papsttums unter Papst Innozenz III. und der politischen Ideengeschichte des Mittelalters erlangt hatte. Grundlegend waren auch seine Forschungen zum Dictatus papae Papst Gregors VII., zur Genese des päpstlichen Primats sowie zur Ämterhierarchie und der episkopal-synodalen Struktur der spätantik-frühmittelalterlichen Kirche. Maßgeblich war er an den Arbeiten zum Handbuch der Kirchengeschichte von Jedin – er verfasste darin den größten Teil der Darstellung zum Hochmittelalter – sowie der Gründung des Archivum Historiae Pontificiae, der Zeitschrift der Gregoriana zur Papstgeschichte, beteiligt. Kempf erhielt 1973 von der Bundesrepublik Deutschland das Verdienstkreuz I. Klasse. Seine Schüler und wissenschaftlichen Weggefährten widmeten ihm 1983 eine Festschrift.

## Schriften (Auswahl)
- Das Rommersdorfer Briefbuch des 13. Jahrhunderts (phil. Diss. Marburg) (= Mitteilungen des Instituts für Österreichische Geschichtsforschung, Ergänzungsband 12, 1933), S. 502–571.
- Die Register Innocenz III. Eine paläographisch-diplomatische Untersuchung (= Miscellanea Historiae Pontificiae, IX, n. 18), Rom 1945.
- (Hrsg.) Regestum Innocentii III papae super negotio Romani imperii (= Miscellanea Historiae Pontificiae, XII, n. 21), Rom 1947.
- Papsttum und Kaisertum bei Innocenz III. Die geistigen und rechtlichen Grundlagen seiner Thronstreitpolitik (= Miscellanea Historiae Pontificiae, XIX, n. 58), Rom 1954.
- (Hrsg.) Handbuch der Kirchengeschichte, Hrsg. von Hubert Jedin, Bd. 3, Freiburg im Breisgau, Basel, Wien 1966, (3. Auflage 1973).

Aufsätze und umfangreiche Buchbesprechungen u. a. in: Stimmen der Zeit, Gregorianum, Quellen und Forschungen aus italienischen Archiven und Bibliotheken, Lexikon für Theologie und Kirche (2. Auflage), Revue d’histoire ecclésiastique, Historische Zeitschrift, Catholica. Vierteljahresschrift für Kontroverstheologie, Römische Quartalschrift für christliche Altertumskunde und Kirchengeschichte, Historisches Jahrbuch der Görres-Gesellschaft, Zeitschrift der Savigny-Stiftung für Rechtsgeschichte, Archivum Historiae Pontificiae, Studi medievali, Sacramentum mundi. Theologisches Lexikon für die Praxis, Archivio della Società romana di Storia patria, Credo. Katolsk tidskrift.
Ferner Beiträge für Tagungsbände und Sammelbände sowie für die Festschriften für Edmund E. Stengel (1952), Johannes Spörl (1965), Hermann Heimpel (1971) und Eugenio Duprè Theseider (1974).